# Ymir (měsíc)
Ymir (vyslovováno /ˈɪmɪər/) je malý měsíc planety Saturn. Byl objeven v roce 2000 vědeckým týmem vedeným John J. Kavelaarsem. Po svém objevu dostal dočasné označení S/2000 S 1. V roce 2003 byl nazván po norském obru jménem Ymir. Dalším jeho názvem je Saturn XXIX.
Ymir patří do skupiny Saturnových měsíců nazvaných Norové.

## Vzhled měsíce
Průměr měsíce Ymir je 18 kilometrů. Při předpokladu, že hustota materiálu, z něhož je tvořen je 1,7g/cm3, by jeho hmotnost byla 5,1×1015 kg.

## Oběžná dráha
Ymir obíhá Saturn po retrográdní dráze v průměrné vzdálenosti 23 milionů kilometrů. Oběžná doba je 1315 dní.